# 橋本和仁
橋本和仁（日语：／ Hashimoto Kazuhito ?，1955年6月23日—），日本化學家，專長物理化學。現任東京大學教授、日本國際獎檢討委員會委員。

## 生平
1978年（昭和53年）東京大學理學部化學科畢業，1980年（昭和55年）東大大學院理學系研究科化學専攻碩士課程畢業。
2013年，第2次安倍內閣日本經濟再生本部設置的「產業競争力會議」中，橋本和仁是10名民間議員當中唯一的科學家。此外，橋本也是內閣府綜合科學技術會議的8名民間議員之一，在日本科技創新政策的國家戰略中，扮演重要角色。

## 貢獻
橋本和仁完成學業後，在分子科學研究所（岡崎）與東京大學擴展研究領域，包括半導體光觸媒的太陽能電池、探究光功能材料領域的基本原理以擴大實用範圍等，逐漸晉身上述課題的研究先驅。
由於藤嶋昭（現任東京理科大學校長）發現了二氧化钛的光催化性質和超親水特性（本多-藤嶋效應），促成了光觸媒與奈米塗料的產業發展，製造了21世紀的環保材料。因此光觸媒做為日本原創「科學創造嶄新產業」的經典案例，受到廣泛關注。
此外，橋本也參與研究光磁性材料、多電子移動電極觸媒，包括微生物的細胞外電子傳遞能源等，有關環境化學的廣泛研究。

## 榮譽
- 日本照明獎（1997年 日本照明學會）
- 日本IBM科学獎（日语：日本IBM科学賞）（1997年 IBM科學財團）
- 注目發明獎（1998年 科學技術廳）
- Innovation in Real Material Award（1998年 國際材料學會）
- 光化學協會獎（1998年 日本光化學協會）
- 内閣總理大臣獎（日语：内閣総理大臣賞）（2004年）
- 日經地球環境技術獎（2004年 日本經濟新聞社）
- 恩賜發明獎（日语：恩賜発明賞）（2006年 發明協會（日语：発明協会））
- 山崎貞一獎（日语：山崎貞一賞）（2006年 材料科學技術振興財團）
- 錯體化學貢献獎（2010年 錯體化學會）
- 日本化學會獎（2012年 日本化學會）
- 電氣化學會獎・武井獎（2014年 電氣化學會（日语：電気化学会））

## 海外關係
- 中國東北師範大學名譽教授
- 中國北京航空航天大學客座教授
- 中國科學院外國人特別客座教授

## 外部連結
- （日語）橋本研究室